# اکینوپسیس مامیلوسا
اکینوپسیس مامیلوسا(نام علمی: Echinopsis mamillosa) نام یک گونه از سرده اکینوپسیس است.